# Maj Larsson (författare)
Maj Gudrun Larsson, född Johansson 1 januari 1914 i Toarp, död 4 januari 1997, var en svensk författare och politiker. Hon växte upp på Lyckegården i Drared i Dalsjöfors. I samband med sitt giftermål 1945 flyttade hon till Nolgården i Sköttning i Luttra socken för att tillsammans med maken återkomma till Drared 1977. 

## Biografi
Larsson föddes som dotter till lantbrukaren Gösta Johansson och hans hustru Gerda, född Pettersson. Familjen drev ett småbruk men var också sömnadsförläggare. Maj Larsson blev tidigt engagerad i SLU och Svenska Landsbygdens Studieförbund, särskilt i frågor rörande kultur och folkbildning inom bonderörelsen. Hon valdes 1942 till landstingsman i Älvsborgs läns landsting, vilket väckte uppmärksamhet för att hon bara var 28 år – lägsta valbara ålder – och för att hon var kvinna. Hon var politiskt verksam inom Centerns kvinnoförbund och dess föregångare Svenska landsbygdens kvinnoförbund. Hon fungerade som bokanmälare i Jordbrukarnas Föreningsblad och fungerade som frilansjournalist i lantbruksförbundets tidskrift Lanthemmet och i Centerkvinnornas Budkavle. Hon publicerade även poesi i kulturtidskriften Perspektiv och Vår lösen, men också i dagspress, bland annat Dagens Nyheter och Borås Tidning. Hon utgav flera böcker i olika genrer på LT:s förlag.
Larsson var ledamot av 1948 års bokutredning. Bokutredningens förslag utmynnade i att författare skulle få ersättning för utlån i biblioteken (biblioteksersättningen) och att författarfonden tillskapades. Maj Larsson representerade SLS i utredningen. Hon blev ledamot av styrelsen av Författarfonden från dess start 1954. Hon blev sedan ledamot av 1957 års skolberedning, som låg bakom införandet av grundskolan. Hon representerade här landsbygdens intressen. Utredningen leddes av ecklesiastikministern Ragnar Edenman och flera tunga skolpolitiker var ledamöter, exempelvis Stellan Arvidsson och Gunnar Helén. Maj Larssons engagemang bottnade i en stor bildningstörst och önskan att nästa generation fick tillgång till bättre utbildning än hon, som endast hade folkskola och en kort handelskurs. Hon var också skolstyrelsens ordförande i sin hemkommun  Frökind 1956–1964.
Hon var från 1945 gift med centerriksdagsmannen Gunnar Larsson i Luttra, där paret var bosatt tills de 1977 flyttade från Falköpingstrakten till hennes föräldrahem i Toarp. De hade en son, Staffan Larsson (f. 1947), professor k vuxenpedagogik vid Linköpings universitet.
Utmärkelser: Bramstorpsplaketten, 1971, Ragnar Oldbergs stipendium,